# Liberalism economic
Liberalism economic e cea mai mare orientare de gândire și practică economică din ultimele trei secole. Până în perioada interbelică a secolului XX se numește liberalism economic, iar de atunci e neoliberalism economic. Diferența fundamentală dintre ele se referă la urmatoarele aspecte: rolul in economie al statului și rolul planificării.

## Istoric
Neoliberalismul acceptă intervenția statului în economie și planificarea. Liberalismul economic a levitat de la teoria economiei spre doctrină, iar azi se numește un curent de orientare liberală. Rădăcinile liberalismului se găsesc în filozofia utilitaristă dezvoltată începând cu secolul al XVI-lea și care se clădește în jurul individului pe ideea că ceea ce este potrivit individului este potrivit și statului. Pornind de aici, utilitariștii (Rene Descartes, Charles Montesquieu, Thomas Reausseua, Jeremy Bentham) au construit o filozofie a interesului personal și au sugerat organizarea economică în funcție de acest interes. Încă de la început, utilitariștii englezi au propus un model mai individualist, iar cei estici un individualism mai social, adică în care mai este loc pentru intervenție statală și pentru rezolvarea aspectelor sociale ale economiei. Modele s-au dezvoltat și creionează tipurile fundamentale ale liberalismului actual, respectiv modelul anglo-saxon. În zona de liberalism englez (Anglia, SUA) e mai individualist și modelul Rerar mai social.
Una dintre ideile centrale a liberalismului este cea a ordinii naturale, conform căreia universul e guvernat de legi proprii, obiective. Noțiunea de lege naturală și de ordine naturală au căpătat în timp mai multe conținuturi în funcție de evoluția istorică a umanității. În Antichitate și Evul Mediu (până secolul al XV-lea) se considera că legea și ordinea naturală sunt de proveniență divină și obligatorie, respectarea lor duce la prosperitate și fericire, iar încălcarea spre sărăcie și moarte.
Legea naturală și ordinea naturală a divinității, divinitate care dorește prosperitatea și fericirea oamenilor, dar le lasă libertatea alegerii - respectarea legii și ordinea naturală conduce spre fericire și libertate, corespunderea aduce și sărăcie și necaz, dar nu și moarte - corespunderea perioadei în care are loc emanciparea minimală a individului când își câștigă asupra propriei vieți. Secolul al XVII-lea – laicizarea a noțiunilor de ordine și lege națională, în sensul că se caută explicația legilor care guvernează realitatea în realitatea însăși -Charles Montesquieu: legea reprezină raporturile necesare ce decurg din natura lucrurilor.
Astăzi prin lege se înțelege raporturile esențiale, generale, repetabile și stabile care există în procesele economice și între ele. Legea guvernează mișcarea realității și asigură finalitatea mișcării. De la Montesquieu încoace și preocuparea fundamentală a oamenilor e descoperirea legii și organizarea activității în funcție de ele. Scopul fundamental  al liberalismului economic a fost și este o organizare economică în concordanță cu legile și obiectivele ei. 
Atractivitatea liberalismului pornește de la ideea că de la natură oamenii sunt egali și liberi și scopul este o organizare economică și socială, capabilă să asigure egalitatea indivizilor. După părerea lor, ordinea economică e naturală când organizarea economică asigură funcționarea neîngrădită și exclusivă a legilor economiei obiective. De aceea reglementarea totală este inutilă, adică legile sunt suficiente.

## Principii fundamentale
- Economia este guvernată de legi obiective;
- Economia este organizată pe baza proprietății private;
- Există libertate de acțiune a organizării economice;
- Există concurența liberă și perfectă.

Cele 4 principii stau la bază ai cărui model liberal dintotdeauna și formează substanța esențială a liberalismului.
Legile economice orientează activitatea și asigură rezolvarea, realizarea tuturor intereselor și armonizarea lor. Sarcina liberalismului este aplicarea legilor obiective și crearea unor instituții pentru funcționarea  a legilor, proprietăți private – baza activității libere a individului – de aceea liberalii o consideră fundamentală într-un climat liberal. Liberalismul promovează acțiuni care să permită manifestarea liberei inițiative prin care individul participă la viața economică pentru propriul lui interes. 
Teoretic, în general, liberalismul economic = a face în economie orice corespunde interesului individual; în realitate, liberalismul economic este relativ, fiind, pe de o parte, limitat de cel individual și de libertatea celorlalți. 